# Løvernes Konge 3: Hakuna Matata
Løvernes Konge 3: Hakuna Matata (kendt som The Lion King 1½ i USA) er en amerikansk tegnefilm, udgivet af Walt Disney Home Entertainment den 10. februar 2004. DVD'en blev udgivet på Disney Vault i januar 2005. Filmens historie kører parallelt med historien i Løvernes Konge fra 1994, og fokuserer på surikat/vortesvin duoen Timon og Pumba før og samtidig med begivenhederne fra den originale film. Filmen har samme begyndelse som den originale film, med den undtagelse at Timon og Pumba vises som silhuetter i forgrunden, som var de i en biograf.
Filmen er muligvis inspireret af Tom Stoppards stykke, Rosenkrans og Gyldenstjerne er døde, hvori figurene ses i alle de større begivenheder i stykket Hamlet, som den originale Løvernes Konge var inspireret af.

## Medvirkende
| Rolle            | Engelsk version   | Dansk version      |
| ---------------- | ----------------- | ------------------ |
| Timon            | Nathan Lane       | Henrik Koefoed     |
| Pumba            | Ernie Sabella     | Lars Thiesgaard    |
| Simba (voksen)   | Matthew Broderick | Peter Jorde        |
| Simba (barn)     | Matt Weinberg     | Lukas Forchhammer  |
| Shenzi           | Whoopi Goldberg   | Lone Kellermann    |
| Banzai           | Cheech Marin      | Donald Andersen    |
| Ib               | Jim Cummings      | Mario Filio        |
| Rafiki           | Robert Guillaume  | Peter Belli        |
| Nala             | Moira Kelly       | Pernille Højgaard  |
| Zazu             | Edward Hibbert    | Peter Zhelder      |
| Ma (Timon's mor) | Julie Kavner      | Birthe Neumann     |
| Onkel Max        | Jerry Stiller     | Peter Schrøder     |
| Krymper          | Jason Rudofsky    | Jens Jacob Tychsen |

I Øvrigt Medvirkende
- Søren Ulrichs
- Vibeke Dueholm
- Søren Sætter-Lassen
- Timm Mehrens
- Julian K.E. Baltzer
- Rasmus Albeck
- Puk Scharbau
- Lena Brostrøm
- Dorthe Hyldstrup
- Peter Bom
- Mads Lumholt
- Trine Dansgaard
- Johnny Jørgensen
- Nicoline Møller
- Lise Nees
- Pia Scharling
- Brian Grønbæk Jensen
- Søren Launbjerg

## Soundtrack
Filmens soundtrack, The Lion King 1½: Songs From Timon and Pumbaa's Hilarious Adventure, blev udgivet på CD af Disney Records den 10. februar, 2004. Det inkludere to sange fra den originale film, "That's All I Need" og "Hakuna Matata", blev genindspillet af Nathan Lane til filmen. Resten af soundtracket indeholder en række R&B-sange, inklusiv en genindspilning af Kool & the Gang klassikeren "Jungle Boogie" af kunstneren French, og to instrumentale stykke af komponisten Don Harper.
1. "Grazing In The Grass" (Raven-Symoné)
2. "Digga Tunnah Dance" (Lebo M and Vinx)
3. "That's All I Need" (Nathan Lane)
4. "Hakuna Matata" (Lane, og Ernie Sabella)
5. "The Lion Sleeps Tonight" (Lebo M)
6. "Jungle Boogie"
7. "Timon's Traveling Theme"
8. "The Good, The Bad, And The Ugly"